# Erk Sens-Gorius
Erk Sens-Gorius (Hannover, 25 gennaio 1946) è un ex schermidore tedesco, vincitore di una medaglia d'oro nella scherma ai giochi olimpici.